# 물달개비
물달개비는 물옥잠과의 한해살이풀로 학명은 Monochoria vaginalis이다.

## 특징
한해살이풀로서 줄기는 5-6개가 뭉쳐나며, 높이는 20cm 가량이다. 7-8월경이 되면 보라색의 작은 꽃이 총상꽃차례를 이루면서 달린다. 주로 논·늪·도랑 등에서 자라며, 아시아의 난대 지역에 널리 분포하는데, 한국에서는 중부 이남에 분포하고 있다. 열매는 타원형의 삭과이다.